# Kapszorubin
A kapszorubin a xantofilek (a karotinoidok egyik csoportja) közé tartozó természetes vörös színű színezék. Élelmiszerszínezékként az E-száma E160c(ii). A közönséges paprikában (Capsicum annuum) előforduló színezék, a paprika oleorezin fő összetevője (a kapszantin mellett).

## Fordítás
Ez a szócikk részben vagy egészben  a   Capsorubin című angol Wikipédia-szócikk ezen változatának fordításán alapul.  Az eredeti cikk szerkesztőit annak laptörténete sorolja fel. Ez a jelzés csupán a megfogalmazás eredetét és a szerzői jogokat jelzi, nem szolgál a cikkben szereplő információk forrásmegjelöléseként.